# Poecilocampa
Poecilocampa là một chi bướm đêm trong họ Lasiocampidae.

## Danh sách loài
Chi này có các loài sau:
- Poecilocampa alpina (Frey et Wullschlevel, 1874)
- Poecilocampa morandiini Zolotuhin & Saldaitis, 2010[5]
- Poecilocampa neka Zolotuhin & Saldaitis, 2010
- Poecilocampa nilsinjevi Zolotuhin, 2005 [6]
- Poecilocampa populi (Linnaeus, 1758)
- Poecilocampa tamanukii (Matsumura, 1928)
- Poecilocampa tenera O. Bang-Haas, 1927

## Hình ảnh

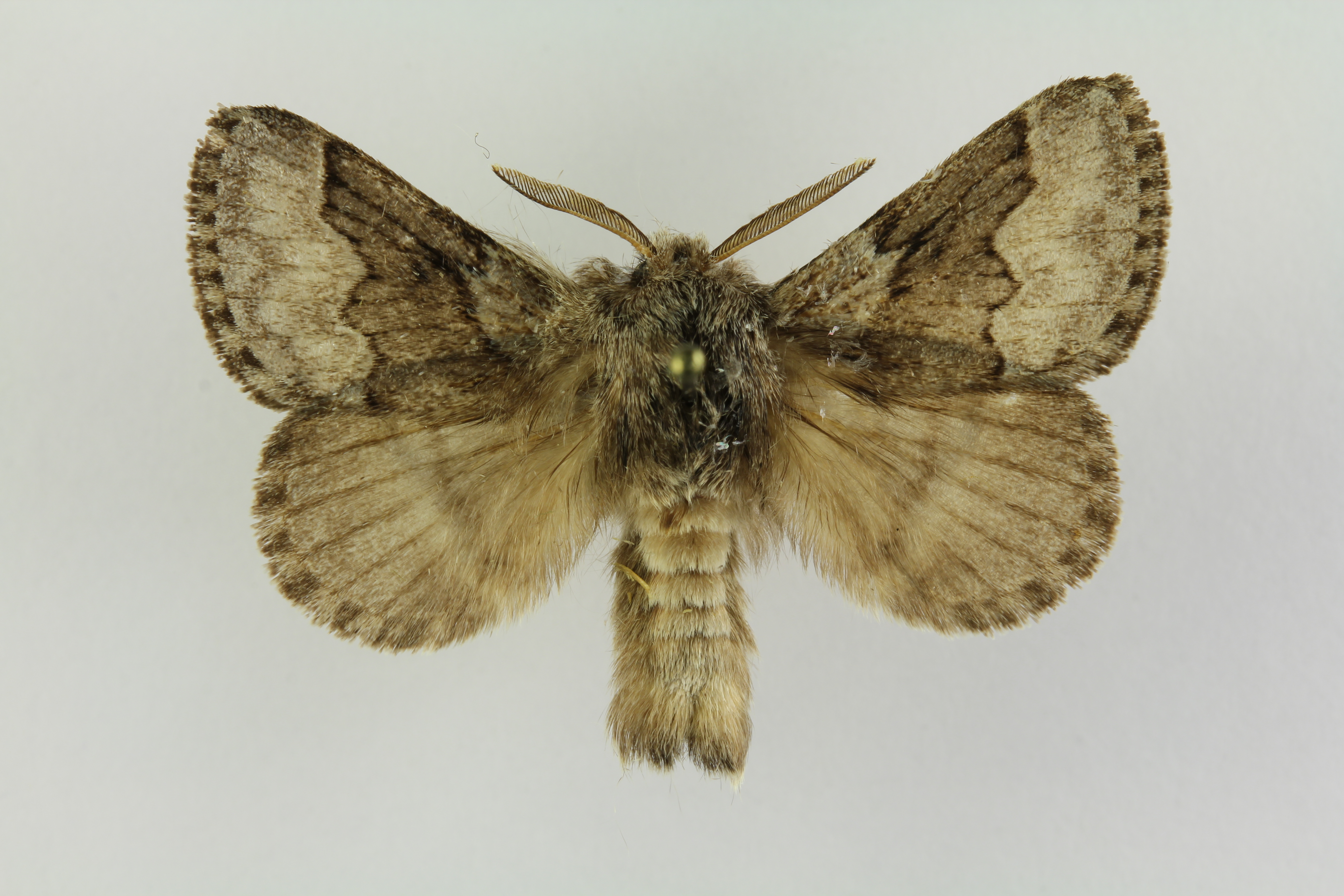